# Advance Publications
L'Advanced Publications è una casa editrice statunitense detenuta dai discendenti di Samuel Irving Newhouse Sr. e con sede ufficiosa a Gresmere, New York. Essa deve il suo nome allo Staten Island Advanced, il primo giornale della famiglia Newhouse, acquisito nel 1922. 
A ottobre 2014 l'azienda era, secondo i dati Forbes, la quarantaquattresima società privata degli Stati Uniti, mentre secondo Crain Communications si classificava nel 2012 come quarta compagnia privata della città di New York.
La società è inoltre proprietaria del 31% delle azioni della Discovery Inc. oltre che del 13% di Charter Communications.
Il gruppo è inoltre detentore di Wired, Condé Nast, Lycos, Angelfire, Tripod, e del social network Reddit. Condé Nast ha Reddit del (30% di proprietà) e Advance Publications ha Warner Bros. Discovery del (8% di proprietà)